# 오타노시케역
오타노시케역(일본어: 大楽毛駅)은 일본 홋카이도 구시로시에 있는 홋카이도 여객철도의 역이다. 역 번호는 K50이며, 섬식 승강장 1면 2선의 구조를 지닌 지상역이다.

## 역 주변
- 국도 제38호선 · 국도 제240호선
- 구시로 시청 오타노시케 지소
- 구시로 공업 고등 전문학교
- 오지 제지 구시로 공장

## 역사
- 1901년 7월 20일 : 개업.
- 1987년 4월 1일 : 민영화에 의해, 홋카이도 여객철도로 이관.

## 인접 정차역
| 홋카이도 여객철도 네무로 본선 | 홋카이도 여객철도 네무로 본선 | 홋카이도 여객철도 네무로 본선 |
| ----------------------------- | ----------------------------- | ----------------------------- |
| K49 쇼로 신토쿠 방면          | 네무로 본선                   | 신오타노시케 K51 구시로 방면  |